# Преславско съкровище
Преславското съкровище е златно съкровище от периода на българското средновековие (Златен век), датирано към 10 век, открито през 1978 г. край Преслав.
Съкровището е едно от най-големите със съдържащите се в него над 120 златни и позлатени украшения: златна диадема, огърлици, медальони, обици, копчета, пръстени и плочки от 14- и 22-каратово злато. За обработката им са били използвани клетъчен емайл, перли, смарагд, планински кристал и други скъпоценни камъни. Сред накитите има от 10 век, изработени в Константинопол и Преслав, както и такива от 3 – 7 в. Правят впечатление християнските сюжети и символика.
Разкопките показват, че то е укрито в пещта на малка къща в предградията на средновековния град Преслав, вероятно при превземането му от киевските или византийските войски, съответно през 969 г. и 971 г. Те спомагат за изясняване на подробности около превземането на града. Най-късните предмети в съкровището са византийски монети на император Роман II (959 – 963).

## История
Съкровището е намерено на 11 април 1978 г. в местността „Кастана“, на 3,5 км северозападно от дворците на крепостта, от жени които са работили в местната кооперация. В паметния ден те забивали пръчки и така оставяли белег за лозички, намерено е от Марийка Вичева Чочева, тогава на 83 г., която се сдобива с прякора Марийка Златото.

## Галерия
- Огърлица от злато, емайл, аметисти, планински кристали, перли, IX – X век.
- Обеци от чифт – злато, перли, смарагди, светли рубини, гранати, VI – VII век.
- Медальон, VI – VII век.
- Медальон от злато, смарагди и перли, VI – VII век.